# Thumatha rotunda
Thumatha rotunda là một loài bướm đêm thuộc phân họ Arctiinae, họ Erebidae.